# Samuel Robbins Brown

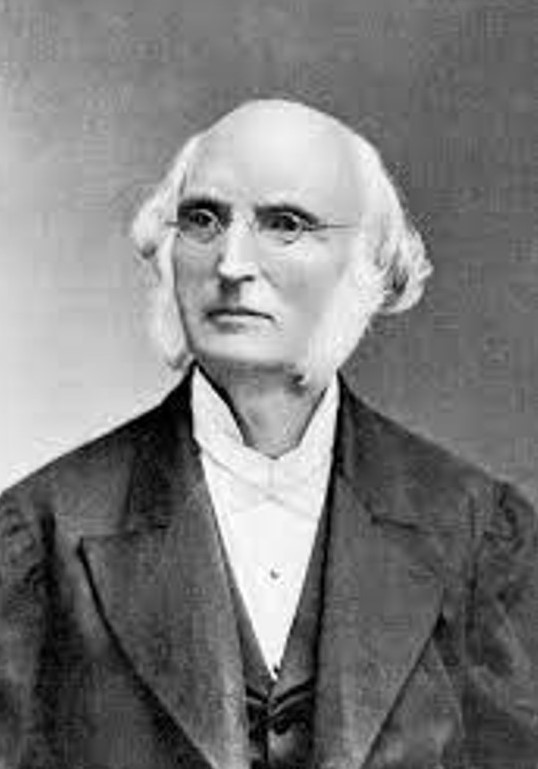
Samuel R. Brown

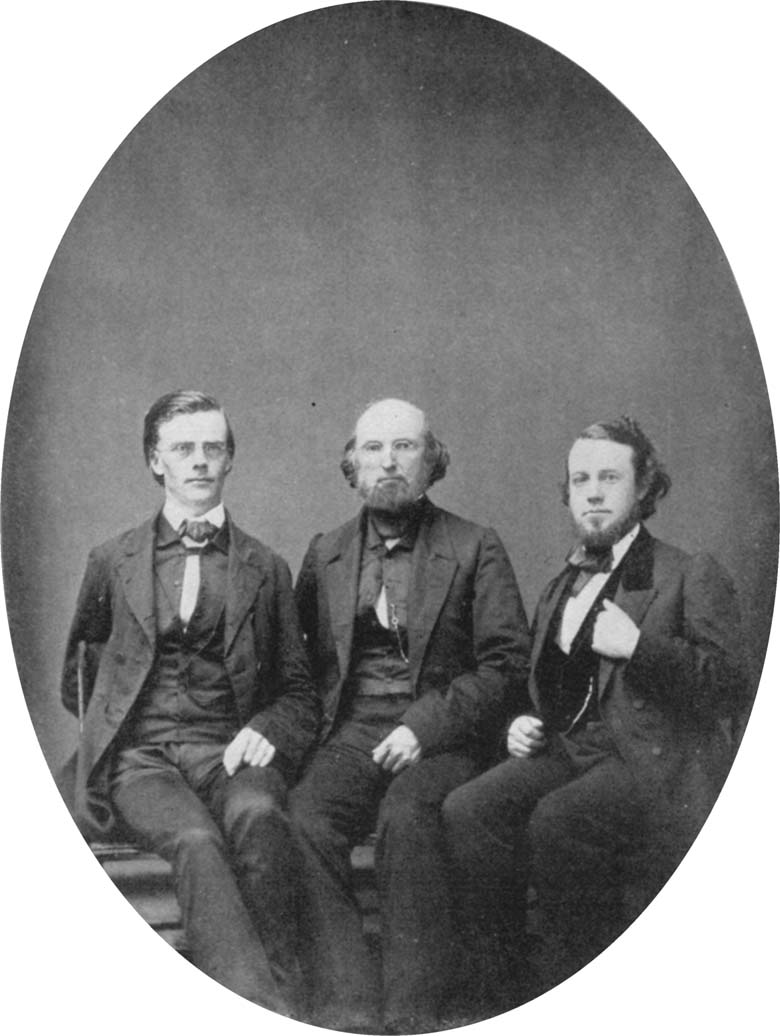
Brown in der Mitte

Samuel Robbins Brown (japanisch ブラウン, S. R.; geboren 16. Juni 1810 in den Vereinigten Staaten; gestorben 20. Juni 1880 daselbst) war ein US-amerikanischer Missionar der für die Reformed Church in America in China und in Japan tätig war.

## Leben und Wirken
Samuel Robbins Brown war ein Missionar der Amerikanischen Reformierten Kirche. Er predigte in Macau, China, kehrte in die Vereinigten Staaten zurück, reiste dann 1859 nach  Japan, unterrichtete  Englisch und arbeitete als Missionar und blieb dort bis 1867. Im Jahr 1862 hatte Brown „Colloquial Japanese“ veröffentlicht, ein Buch, das Ausländern dabei helfen soll, japanische Konversation zu lernen.
1869 kam Brown nach Japan zurück und unterrichtete Englisch am Yokohama Shūbunkan (横浜修文館). 1873 eröffnete er jedoch eine Nachhilfeschule, in der er Menschen ausbildete, die später Leiter der Kirche Christi in Japan werden sollten, darunter Honda Yōitsu (本多 庸一; 1849–1912), Ibuka Kajinosuke (井深 梶之助; 1854–1940) und Uemura Masahisa (1858–1925).
Brown arbeitete als Komiteemitglied und Vorsitzender der Übersetzung des Neuen Testaments hart, kehrte aber 1879 aus Krankheitsgründen in die Vereinigten Staaten zurück, ohne dass die Übersetzung fertiggestellt war.